# تناسخ الأرواح

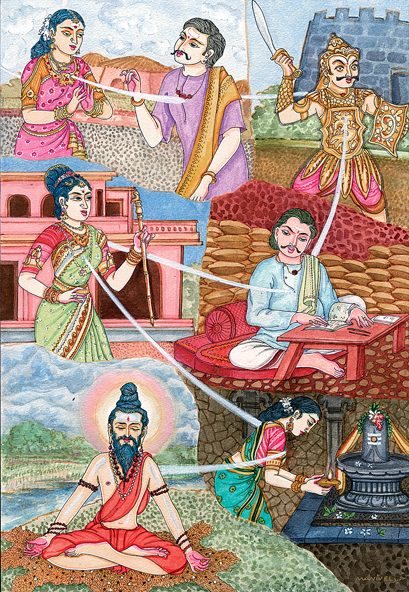
التناسخ

تقمص الروح أو التناسخ  أو إعادة الميلاد أو التجسد، هو المفهوم الفلسفي أو الديني القائل بأن الجوهر غير المادي للكائن الحي يبدأ حياة جديدة في شكل مادي أو جسم مختلف بعد الموت البيولوجي. وتعد القيامة هي عملية مماثلة قالت بها بعض الأديان، حيث تعود الروح إلى الحياة في نفس الجسد. في معظم المعتقدات التي تنطوي على التناسخ، يُنظر إلى الروح على أنها خالدة والشيء الوحيد الذي يتلف هو الجسد. مصطلح التناسخ يعني انتقال الروح من جسد إلى آخر بعد الموت وذلك إتماماً لتطور الروح والوصول للكمال، أو لتصحيح أخطاء في حيوات سابقة تحقيقاً لعدل الله في الأرض، أو لإتمام رسالة.
الكلمة الإنكليزية reincarnation تعني بأصلها اللاتيني الدخول في الجسد مرة أخرى، وتختلف تفاصيلها بين الديانات والمذاهب، فبعض الهندوس يعتقدون بها وبعضهم لا يعتقد إلا بوجود الآخرة، أما البوذية فمع إيمانهم بالتناسخ لا يعتقدون بوجود الروح ككيان مستقل وثابت، ولذلك يفضلون استعمال عبارة الولادة الجديدة، وعمليًا فإن ما ينتقل إلى حلقة الوجود التالية قد يكون الروح أو العقل أو الوعي أو شيء متسامٍ آخر، وبعض الديانات تعتقد بتناسخ يشمل كيانات من غير البشر كالحيوانات والأرواح والنباتات أو أي شيء آخر، ترفض التيارات العريضة في الديانات الإبراهيمية عمومًا فكرة التناسخ، وتؤكد على فردية الروح لكل إنسان في هذه الدنيا والآخرة، ﴿وَكُلُّهُمْ آتِيهِ يَوْمَ الْقِيَامَةِ فَرْدًا ۝٩٥﴾ [مريم:95] ويستثنى من هذا الإجماع للديانات الإبراهيمية بعض الفرق كفرقة كاثار أو الأطهار المسيحية، (فرقة انتشرت جنوب فرنسا ثم انقرضت) والموحدون الدروز وفرق مشابهة تفرعت من الدين الإسلامي تاريخيًا.
وتبرير التناسخ يتفاوت بين المعتقدين به؛ وغالبًا ما يعتبر فرصة لتحسين خصائص الذات أو الكارما نحو رتبة أرقى وقد يكون فرصة ضائعة ويحدث سقوط نحو رتبة أدنى. الاعتقاد بالتناسخ وتكرير الخبرة الدنيوية كان أحد تفاسير معتقد رجوع الروح باجساد أرضوية في الأديان القديمة مثل بعض مراحل تاريخ مصر القديمة وبعض اليونانيون كفيثاغورس، وجزء من أتباع الهندوسية والبوذية. اشتهرت على يدي ألان كارديك وجمعية الثيوصوفية أو الحكمة الإلهية، لمؤسستها الروحانية الروسية هيلينا بتروفنا بلافاتسكي وهي شخصية خلافية نقل عنها قولها «الشيطان هو إله كوكبنا هذا وهو الإله الوحيد، وهذا دون أي استعارة تلتصق بالشر والفساد» وهو قول بررته ولم تنكره! ؛ تؤمن بعض الديانات الأخرى المتصلة بالتناسخ أيضًا مثل (يسوتيريك كريستياناتي). وقد درس انتقال فكرة التناسخ بين الأديان والمذاهب في مؤلفات معاصرة منها «شكل الفكر القديم The Shape of Ancient Thought» لمؤلفه Thomas McEvilley. وقد انتشرت فكرة التناسخ في الثقافة الشعبية في الكتب والشعر والأفلام وألعاب الفيديو والموسيقى.

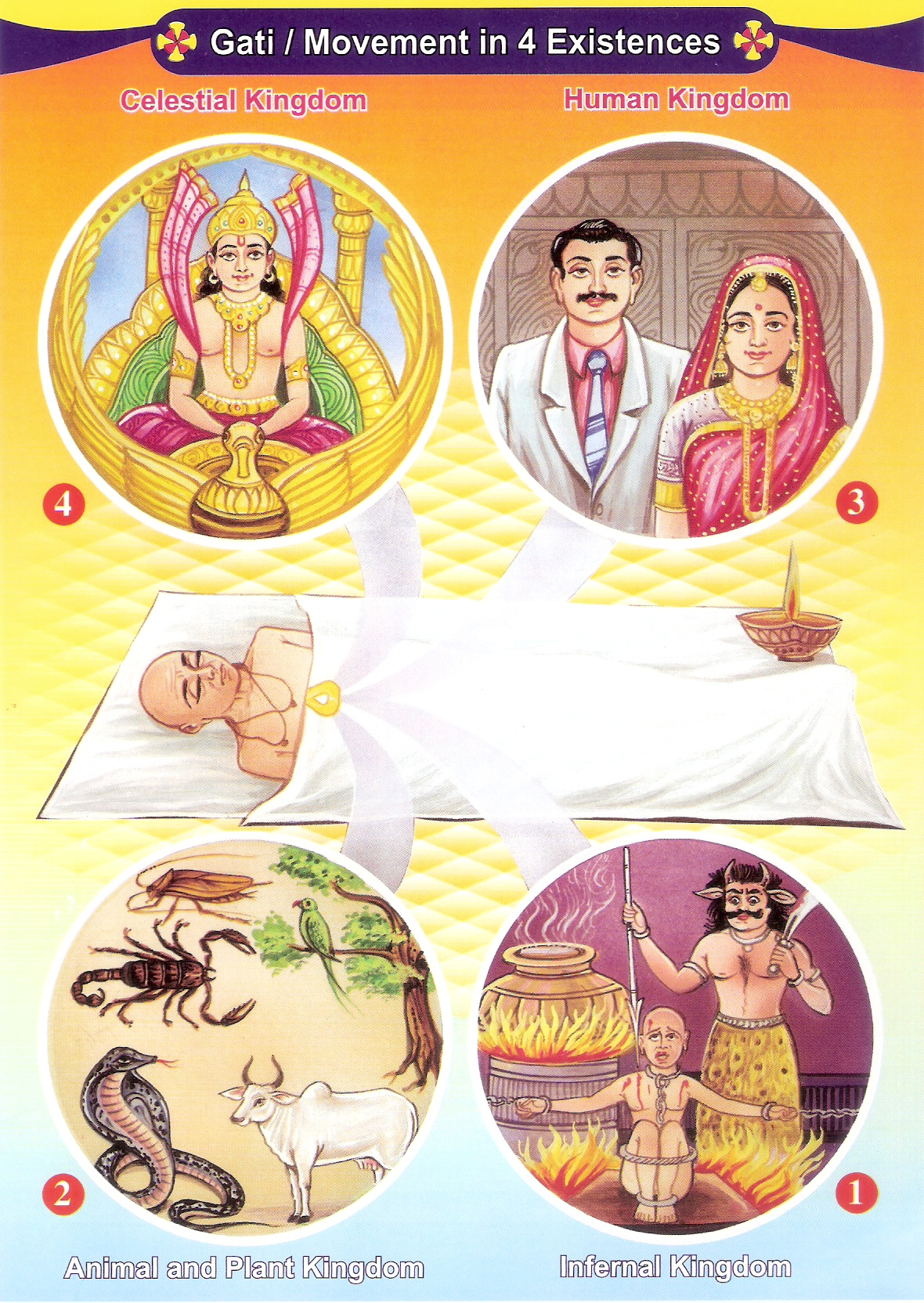
المجالات الأربع للتناسخ بحسب الديانة الجيانية تشمل البشر والحيوانات والعالم العلوي والعالم السفلي

## تاريخ الفكرة
ظهرت مسألة التناسخ في تاريخ الشعوب منذ فجر التاريخ، وكان الاعتقاد بالتناسخ هو حجر الزاوية في الديانة الهندوسية أو البراهمانية، فمن لا يعتقد به يعتبر خارجا عن هذا الديانة.
فالراحة، والسرور، والفرح، والدعة التي نجدها هي مرتّبة على أعمال البر التي سلفت منا في الأدوار الماضية، والغم والحزن والضنك والكلفة التي نجدها هي مرتّبة على أعمال الفجور التي سبقت.
وتابعت فكرة التناسخ وجودها مع الديانة البوذية التي تأسست في القرن الخامس قبل الميلاد في بلاد الهند، حيث كان الاعتقاد بالتناسخ يقوم على انتقال النفس من جسد إلى جسد آخر أرضي كي تظهر هذه النفس، وتصل إلى درجة النير فانا Nirvana أي الذوبان في الروح الكلية، عندئذ ينقذ الإنسان نفسه من الدوران في حلقة تعاقب الأجيال والأدوار وما يرافقها مما يعانيه الإنسان من تجارب متنوعة ومختلفة تزيد من وعيه، ولا تفارقه في أدوار حياته، حتى يصل إلى الكمال ويفهم الحقائق العلوية، ويتطهر من رذائل الدنيا وموبقاتها فيصبح أهلا لدخول العالم العلوي، أي الانتقال إلى كوكب آخر أرقى من الأرض.
وعُرف التناسخ في بلاد اليونان، وأخذ شكلاً علمياً جديداً، ومنهجياً منظماً، وعرض فلاسفة اليونان فكرة التناسخ منذ القرن السادس قبل الميلاد، فقال بها فيثاغورس (572 ـ 497 ق. م) حيث اعتقد هو وتلاميذه بانتقال الروح إلى الإنسان والحيوان والنبات، أي بتناسخ الأرواح، لذلك امتنعوا عن أكل اللحوم، ويبدو أن فيثاغورس أخذ هذه النظريات عن المصريين القدماء بعد زيارته لمصر، في حين يعتقد الهنود أنه قد أخذها عنهم. والواقع أن هناك تشابها في الأفكار والمعتقدات مع الأفكار والمعتقدات الهندية، ونقاطا مشتركة حتى في التفاصيل، وبشكل خاص ما ورد في الكتاب العاشر من جمهورية أفلاطون
 كذلك نجد تلاقيا بين البوذية والفلسفة اليونانية والزرادشتية، وفلسفة أفلاطون وبلغة أكثر وضوحا وجلاء في الأفلاطونية الحديثة التي أفلوطين (205 ـ 270 م) وقد عاش هذا الفيلسوف في مصر وتثقف في الإسكندرية، وكان يعتقد بالتقمص، أي بأن الإنسان يولد بالتقمص في جسد إنسان والنفس هي آخر الكائنات المعقولة وأول الكائنات المحسوسة وهي الرحالة في العالم الماورائي.
والواقع أن التناسخ معروف لدى كل الأديان، كلياً أو جزئياً في بعض الطوائف، حتى قال الشهرستاني في كتاب الملل والنِحَل: (ما من ملة إلّا وللتناسخ فيها قدم راسخ).

والتناسخ في كتابات المتكلمين والفلاسفة القائلين به على قسمين: تناسخ صعودي وتناسخ نزولي.
فالصعودي: هو انتقال النفس من بدن إنساني إلى بدن إنساني منفصل عن البدن الأوّل على سبيل الترقي والصعود بأن تترقى فتنتقل إلى بدن ملك من الملوك أو إلى غيرهم من السعداء والكاملين، أو إلى ملك من الملائكة، أو تنتقل من النفس النباتية إلى الحيوانية كالدود، ثم إلى أعلى مرتبة حيوانية، ثم إلى رتبة الإنسانية.
والنزولي: أن تنتقل من بدن الإنسان إلى جسم غير إنساني، فتنتقل إلى جسم نباتي، أو تنتقل من بدن الإنسان إلى جماد كما نسب إلى إخوان الصفا.

ولكن «ألن كاردك» يقول في «كتاب الأرواح» أن ما قيل له هو أن الصحيح هو أن الأرواح لا ترتد ولا تنتكس، وبالتالي فإن التناسخ النزولي غير صحيح.

### أصول
أصول الفكرة غامضة وظهرت نقاشات حولها في الديانات الهندية وعند اليونان قبل سقراط وفي غيرها.
يعتقد العلماء أن الفكرة جاءت منذ تاريخ البشر وفي المعتقدات المشتركة التي تنص على ما يلي:
- أرواح البشر تنفصل عن الجسد بشكل مؤقت خلال النوم وبشكل دائم عن الجسد عند الموت.
- الارواح يمكن نقلها من كائن إلى آخر.

ومن الدرسات العلمية التي أجريت لتأكيد هذا الاعتقاد دراسة يان ستيفنسون المتخصص بعلم النفس وما وراء علم النفس وجرب بنفسه تأثير العقار المهلوس L.S.D واعتبر أنه يعطي الصفاء التام، وفي دراسته حول التناسخ في جامعة فيرجينيا بالولايات المتحدة الأمريكية قام ستيفينسون بجمع 2500 حالة لأطفال من جميع أنحاء العالم، وكانت أفضل نتيجة من الشرق الاوسط وأمريكا تظهر دراسة د.ستيفينسون بحياة سابقة تبدأ بالنسيان عند تكوين المخ، وتظهر الدراسة أشخاصًا عاشوا في نفس العائلة ونفس الحضارة وغيرها، لتجارب كموت معتمد أو غرق وتجارب أخرى، ويؤكد د.ستيفينسون بأن العقل له قدرة على فصل هذه الحياة من الحياة السابقة ويعتقد بان كل روح تحتاج إلى خبرة معينة ولعدم مزج الخبرة السابقة إذا كانت سعيدة أو مؤلمة يفصل العقل الحياة السابقة بشكل تام ويعيش هذه الخبرة في الفترة الضرورية له. وقد أثر عمل ستيفنسون في أعمال لاحقة لتوم شرودر وجيم توكر وإيميلي ويليامز، ولكنه تعرض للتشكيك لأن مقابلاته التي أجراها كانت تتم عبر مترجم ينتمي لعقيدة تؤكد الاعتقاد بالتناسخ كما تعرض للخداع من أهل الأطفال، وكانت طريقة طرحه للأسئلة موجهة ترشد للإجابة، وقد أهمل العلماء عمله بداية وإن وصفوه بأنه كان متحمسًا ولكنه بسيط يقبل للخداع واتهمه العلماء الذين دققوا عمله بأنه قد وقع في شرك الانحياز التأكيدي بحيث لم تقدم الحالات التي لا تؤكد دعوى دراسته، مما يضعف قيمتها العلمية.
بالإضافة لأن استعادة الحياة السابقة تكون مشوشة باحتمال استعادة أمور لا تتصل بها كما يحدث في تداعيات جلسات التنويم في العلاج النفسي، كما أنه لا يمكن البناء على عمله لاحقًا فعمله يعتمد على شهادات الأطفال والتحقق منها فقط، فعمله لا يثبت التناسخ ولا يفتح بابًا للبحث فيه لاحقًا، والأمر يحتاج إلى وضع طرائق توثيق أفضل وطرائق أفضل لاستجواب الشهود، وأصحاب التجارب المدعاة.

### الهندوسية والجانية والبوذية
ظهرت فكرة التناسخ متأخرة في الديانة الهندوسية القديمة حوالي 1000 - 500 قبل الميلاد، وهذا بسبق بوذا. ولا تذكر الفيدا القديمة أي شيء عن التناسخ أو الكارما بل تذكر فقط اليوم الآخر. 

## ديانات ونظريات
نظرية التناسخ لم تكن مسموحة في بعض الديانات، اليوم هناك العديد من المذاهب والديانات تؤمن بهذه النظرية منها: الهندوسية، السيخية، البوذية، الطاوية، الفلسفة اليونانية، اليهودية (مبدأ الكابالا)، الدرزية، ديانات السكان الاصليين الأمريكيين (المايا والانكا) والأيزيدية.
مبدأ التناسخ يختلف اختلاف كلي من ديانة إلى ديانة أخرى والفترة ما بين الرجوع إلى الأرض.

## وصلات خارجية
- إيان ستيفنسون، التناسخ وعلم الأحياء: والمساهمة في مسببات الوحمات والعيوب الخلقية (في 2 مجلدات) ردمك 0-275-95283-5
- ستيفنسون، الأطفال الذين يتذكرون حياتهم السابقة: مسألة التناسخ، طبعة منقحة ردمك 0-7864-0913-4
- أبد-رو-شيين، في ضوء الحقيقة—ورسالة الكأس. ردمك 1-57461-006-6.